# National Lacrosse League
La National Lacrosse League, abbreviata in NLL, è la lega professionale nordamericana di indoor lacrosse praticato in stadi al coperto su superfici di materiale sintetico o gommato: questo tipo di lacrosse è definito indoor lacrosse o box lacrosse.
La lega ha sede a Filadelfia, Pennsylvania  ed è attualmente  composta da 14 squadre, 6 in Canada e 8 negli Stati Uniti d'America. La stagione si svolge in inverno e in primavera, da dicembre a giugno.
Inizialmente uno sport di squadra marginale (popolare solo in Canada), l'indoor lacrosse ha saputo ritagliarsi una buona fetta di mercato grazie alla NLL. La lega è al terzo posto per pubblico medio in presenza tra gli sport professionistici indoor nel mondo, dietro solo all'NHL e all'NBA. Dal 2004 la lega ha registrato una presenza media di pubblico per partita tra gli 8.900 e 10.700 spettatori.

## Il gioco

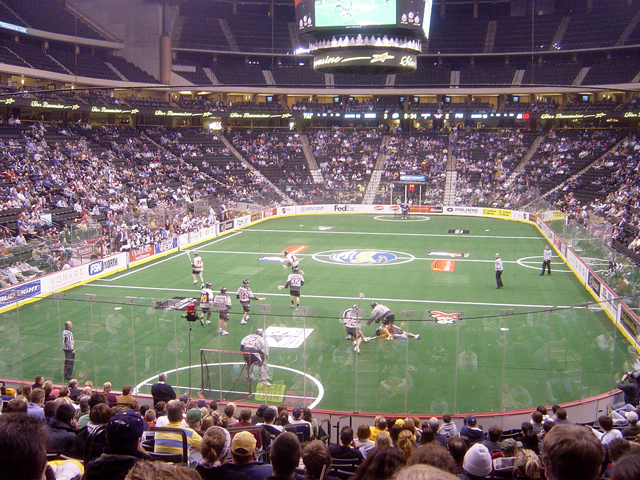
Una partita di lega professionale NLL tra Philadelphia Wings e Minnesota Swarm

La NLL pratica una variante del gioco del lacrosse definita box lacrosse o indoor lacrosse. Al contrario della versione praticata nella Premier Lacrosse League (detta outdoor lacrosse o field lacrosse), questo sport si pratica in arene al chiuso su una superficie di prato sintetico: solitamente arene da hockey su ghiaccio ottenute ricoprendo o togliendo il ghiaccio.
La NLL adopera delle piccole variazioni rispetto alle altre leghe professionistiche nel mondo. Le partite sono suddivise in 4 tempi da 15 minuti di gioco intervallati da 2 minuti di pausa. Tra il secondo e il terzo tempo vi sono 16 minuti di pausa. Se alla fine dei tempi regolamentari la partita è in parità, si procede con un tempo supplementare dove chi segna per primo vince. Il gioco continua finché non viene segnato un gol e, se necessario, possono essere giocati più tempi supplementari.
Si gioca 6 conto 6 ; 1 portiere (in gergo Goaltender) e 5 giocatori di movimento (in gergo Runners). Ogni squadra ha un roster attivo di 21 giocatori: per ogni partita si possono impiegare 19 giocatori ; 2 goaltender e 17 runners. I giocatori possono interscambiarsi tra la panchina e il campo in modo indefinito, similmente all'hockey.
Le porte sono alte circa 1,2 metri e larghe 1,5 metri. Per andare al tiro, la squadra in attacco ha un tempo limite di 30 secondi. 
Ogni squadra può prendere 45 secondi di timeout in ogni quarto di gara.

## Albo d'oro
| Squadra                            | Titoli |
| ---------------------------------- | ------ |
| Philadelphia Wings                 | 6      |
| Toronto Rock                       | 6      |
| Buffalo Bandits                    | 4      |
| Calgary Roughnecks                 | 2      |
| Rochester Knighthawks              | 2      |
| Baltimore Thunder/Colorado Mammoth | 2      |
| Detroit Turbos                     | 1      |
| New Jersey Saints                  | 1      |
| Washington Stealth                 | 1      |

- 1987 - Eagle Pro Box Lacrosse League: Baltimore Thunder 11-10 Washington Wave
- 1988 - Eagle Pro Box Lacrosse League: New Jersey Saints 17-16 Washington Wave
- 1989 MILL: Philadelphia Wings 11-10 New York Saints
- 1990 MILL: Philadelphia Wings 17-7 New England Blazers
- 1991 MILL: Detroit Turbos 14-12 Baltimore Thunder
- 1992 MILL: Buffalo Bandits 11-10 Philadelphia Wings (OT)
- 1993 MILL: Buffalo Bandits 13-12 Philadelphia Wings
- 1994 MILL: Philadelphia Wings 26-15 Buffalo Bandits
- 1995 MILL: Philadelphia Wings 15-14 Rochester Knighthawks (OT)
- 1996 MILL: Buffalo Bandits 15-10 Philadelphia Wings
- 1997 MILL: Rochester Knighthawks 15-12 Buffalo Bandits
- 1998 Philadelphia Wings 2-0 Baltimore Thunder (Best of 3 Games Series)
- 1999 Toronto Rock 13-10 Rochester Knighthawks
- 2000 Toronto Rock 14-13 Rochester Knighthawks
- 2001 Philadelphia Wings 9-8 Toronto Rock
- 2002 Toronto Rock 13-12 Albany Attack
- 2003 Toronto Rock 8-6 Rochester Knighthawks
- 2004 Calgary Roughnecks 14-11 Buffalo Bandits
- 2005 Toronto Rock 19-13 Arizona Sting
- 2006 Colorado Mammoth 16-9 Buffalo Bandits
- 2007 Rochester Knighthawks 13-11 Arizona Sting
- 2008 Buffalo Bandits 14-13 Portland LumberJax
- 2009 Calgary Roughnecks 12-10 New York Titans
- 2010 Washington Stealth 15-11 Toronto Rock
- 2011 Toronto Rock 8-7 Washington Stealth

## Squadre
| Squadra               | Città                | Arena                    | Fondata          | Esordio          | Head Coach       |
| Eastern Division      | Eastern Division     | Eastern Division         | Eastern Division | Eastern Division | Eastern Division |
| --------------------- | -------------------- | ------------------------ | ---------------- | ---------------- | ---------------- |
| Buffalo Bandits       | Buffalo, NY          | First Niagara Center     | 1991             | 1992             | Darris Kilgour   |
| Halifax Thunderbirds  | Halifax, NS          | Scotiabank Centre        | 1995             | 2019             | Mike Accursi     |
| Philadelphia Wings    | Philadelphia, PA     | Wells Fargo Center       | 1986             | 1987             | John Tucker      |
| Rochester Knighthawks | Rochester, NY        | Blue Cross Arena         | 1995             | 1995             | Mike Hasen       |
| Toronto Rock          | Hamilton, ON         | Air Canada Centre        | 1998             | 1998             | Troy Cordingley  |
| Albany FireWolves     | Albany, NY           | MVP Arena                | 1987             | 2021             | Glenn Clark      |
| Georgia Swarm         | Atlanta (Duluth), GA | Gas South Arena          | 2004             | 2015             | Ed Comeau        |
| New York Riptide      | Uniondale, NY        | Nassau Veterans Memorial | 2018             | 2019             | Dan Ladouceur    |
| Western Division      |                      |                          |                  |                  |                  |
| Calgary Roughnecks    | Calgary, AB          | Scotiabank Saddledome    | 2001             | 2001             | Dave Pym         |
| Colorado Mammoth      | Denver, CO           | Pepsi Center             | 2003             | 2004             | Bob Hamley       |
| San Diego Seals       | San Diego, CA        | Pechanga Arena           | 2017             | 2018             | Patrick Merrill  |
| Saskatchewan Rush     | Saskatoon, SK        | SaskTel Centre           | 2005             | 2015             | Jeff McComb      |
| Vancouver Warriors    | Vancouver, BC        | Rogers Arena             | 2000             | 2013             | Chris Gill       |
| Panther City          | Fort Worth, TX       | Dickies Arena            | 2020             | 2021             | Tracey Kelusky   |
| Las Vegas Desert Dogs | Las Vegas, NV        | Michelob Ultra Arena     | 2021             | 2022             | Shawn Williams   |